# Glavočić kaljužar
Glavočić kaljužar (lat. Pomatoschistus marmoratus) ili kaljužarić, riba je iz porodice glavoča (lat. Gobiidae). Naraste do 8 cm duljine, a živi većinom na pjeskovitom terenu, u plitkim uvalama ili kanalima, na dubinama do 50 m. Dobro podnosi bočate vode, kao i mjesta s velikim sadržajem soli. Bojom se prilagodio pijesku, te je vrlo dobro kamufliran u svojoj okolini. Ima sve odlike svoje porodice. Hrani se larvama i planktonskim račićima.

## Rasprostranjenost
Glavočić kaljužar živi rubnim morima istočnog Atlantika, od Biskajskog zaljeva na sjeveru pa do Gibraltara na jugu. Glavno stanište mu je Mediteran, uključujući Crno i Azovsko more. Živi i u području Sueskog kanala.

## Vanjske poveznice
|  | Zajednički poslužitelj ima još gradiva o temi Pomatoschistus marmoratus |
|  | Wikivrste imaju podatke o taksonu Pomatoschistus marmoratus             |